# Grote Feminaprijs van de Koninklijke Belgische Atletiekbond
De Grote Feminaprijs van de Koninklijke Belgische Atletiekbond, afgekort Grote Feminaprijs KBAB, was de belangrijkste atletiekprijs in België die de beste vrouwelijke atleet van het land van het afgelopen jaar bekroonde. De mannelijke tegenhanger was de Grote Ereprijs van de KBAB. De prijs werd uitgereikt door de Koninklijke Belgische Atletiekbond (KBAB).

## Geschiedenis
De Grote Feminaprijs werd voor het eerst uitgereikt in 1953. Vanaf 1964 werden net zoals bij de mannen ook accessieten uitgereikt. Sinds 1974 werd ook voor de vrouwen een  Gouden Spike uitgereikt aan afwisselend een loopster en een kampster voor de beste prestatie van de afgelopen twee jaren. Beide prijzen konden slechts eenmaal in de carrière gewonnen worden.
Beide prijzen werden in 1988 samengevoegd en vanaf dan werd de Gouden Spike uitgereikt aan de beste atleet van het afgelopen seizoen. Deze prijs kon men wel verschillende keren winnen.

## Erelijst
| Jaar | Winnaar               | 1e Accessiet                                                               | 2e Accessiet         |
| ---- | --------------------- | -------------------------------------------------------------------------- | -------------------- |
| 1953 | Simone Saenen         |                                                                            |                      |
| 1954 | Suzanne Krol          |                                                                            |                      |
| 1955 | Jenny Van Gerdinge    |                                                                            |                      |
| 1956 | Maria Kessels         |                                                                            |                      |
| 1957 | Hilde De Cort         |                                                                            |                      |
| 1958 | Dorette Van de Broek  |                                                                            |                      |
| 1959 | Nicole Oosterlynck    |                                                                            |                      |
| 1960 | Marie Louise Wirix    |                                                                            |                      |
| 1961 | Jeannine Knaepen      |                                                                            |                      |
| 1962 | Gerarda Lambrechts    |                                                                            |                      |
| 1963 | Louise Fricq          |                                                                            |                      |
| 1964 | Ghislaine D'Hollander |                                                                            |                      |
| 1965 | Terry Schueremans     |                                                                            |                      |
| 1966 | Francine Peyskens     | Roswitha Emonts-Gast                                                       | Monique Vanherck     |
| 1967 | Roswitha Emonts-Gast  | Rita Vanherck                                                              | Annie-Paule Knipping |
| 1968 | Lieve Ducatteeuw      | Danielle Levèque                                                           | Rosika Verberckt     |
| 1969 | Anne Van Alstein      | Marie-Claire Decroix                                                       | Ingrid D'hooghe      |
| 1970 | Francine Van Assche   | Maggy Wauters                                                              | Leen Wuyts           |
| 1971 | Maggy Wauters         | Joske Van Santberghe                                                       | Marina Bruynooghe    |
| 1972 | Bernadette Van Roy    | Leen Wuyts                                                                 | Marleen Verheuen     |
| 1973 | Rosine Wallez         | Joske Van Santberghe                                                       | Sonja Castelein      |
| 1974 | Anne-Marie Van Nuffel | Sonja Castelein                                                            | Chris Van Landschoot |
| 1975 | Lea Alaerts           | Rita Thijs                                                                 | Anne-Marie Pira      |
| 1976 | Anne-Marie Pira       | Viviane Van Emelen                                                         | Regine Berg          |
| 1977 | Karin Verguts         | Geertje Meersseman                                                         | Nadine Marloye       |
| 1978 | Brigitte De Leeuw     | Rosanne Corneille                                                          | Anne Michel          |
| 1979 | Anne Michel           | Chris Soetewey                                                             | Betty Vansteenbroek  |
| 1980 | Chris Soetewey        | 4 × 400 m estafetteploeg Lea Alaerts Anne Michel Regine Berg Rosine Wallez | Liliane Meganck      |
| 1981 | Betty Vansteenbroek   | Myriam Duchâteau                                                           | Christel Jennis      |
| 1982 | Marie-Paule Geldhof   | Liliane Meganck                                                            | Magda Ilands         |
| 1983 | Francine Peeters      | Sylvia Dethier                                                             | Anne Glowacki        |
| 1984 | Regine Berg           | Chris Van Landschoot                                                       | Isabelle De Bruycker |
| 1985 | Corinne Debaets       | Ingrid Verbruggen                                                          | Frieda De Wolf       |
| 1986 | Magda Ilands          | Hilde Vervaet                                                              | Marleen Renders      |
| 1987 | Marleen Renders       | Agnes Pardaens                                                             | Ann Maenhout         |